# Apenas um Toque
Apenas um Toque é o sétimo álbum da cantora Fernanda Brum e seu primeiro álbum ao vivo. 
Produzido por Emerson Pinheiro, o disco foi gravado entre os dias 10 de outubro e 12 de outubro de 2003, na Igreja Batista Nova Ebenézer, no Rio de Janeiro. 
Apesar de enfrentar um problema em suas cordas vocais, o que fez Fernanda Brum ter uma voz rouca na gravação, o trabalho agradou o público e a crítica especializada. A capa da obra foi pintada à mão por Daniela Jordão. 
O CD foi certificado como Disco de Platina Triplo pela ABPD, que denota mais de 375 mil cópias vendidas no Brasil, segundo as métricas da associação para a época. 

## Faixas
1. Nuvem de Glória (Fernanda Brum e Emerson Pinheiro)
2. Cantarei Ao Senhor (Fernanda Brum e Emerson Pinheiro)
3. Dá-me Filhos (Ludmila Ferber)
4. Apenas Um Toque (Klênio)
5. Em Tua Presença (Alda Célia)
6. Ele Escolheu Os Cravos (Fernanda Brum, Emerson Pinheiro e Livingston Farias)
7. Ministração
8. Vem Me Consolar (Fernanda Brum e Emerson Pinheiro)
9. Sobe Pelo Ar (Raquel Mello)
10. A Oração do Profeta (Marcus Salles, Fernanda Brum e Emerson Pinheiro)
11. Puro Nardo (Livingston Farias e Fernanda Brum)
12. O Espírito E A Noiva (Livingston Farias)
13. É Deus No Meio da Igreja (Fernanda Brum, Emerson Pinheiro e Livingston Farias)
14. Clama Brasil (Fernanda Brum e Emerson Pinheiro)

## Ficha Técnica
- Gravado ao vivo nos dias 10, 11 e 12 de outubro de 2003 no templo da Igreja Batista Nova Ebenézer - RJ
- Técnico de gravação: Carlson Barros
- Assistentes de gravação: Leonardo Quintão, Zezinho, Ricardo, Pedro e Renatinho
- Mixagem no MK Studio por Carlson Barros e Emerson Pinheiro
- Masterização: Toney Fontes
- Pré-produção: Gravado no Studio Ville por Vagner Pedretti
- Estúdio móvel: DB Áudio
- Produção musical: Emerson Pinheiro
- Produção vocal: Siclair
- Arranjos e pianos: Emerson Pinheiro
- Guitarras: Duda Andrade
- Baixo nas músicas 1, 2, 3, 5, 6, 10, 11, 13 e 14: Marcus Salles
- Baixo nas faixas 4, 8 e 12: Ronaldo Olicar
- Bateria nas músicas 1, 2, 3, 5, 6, 7, 10, 11 e 14: Valmir Bessa
- Bateria nas faixas 4 e 12: Bebeto Olicar
- Bateria na faixa 13: Edmar
- Violões: Daniel Oliveira
- Violões na faixa 8: Duda Andrade
- Cordas, órgão e pads: Rogério Vieira
- Percussão: Valmir Bessa, Bebeto Olicar e Emerson Pinheiro
- Vocal: Adelso Freire, Siclair, Mara Carrero e Lilian Azevedo
- Fonoaudióloga: Lilian Azevedo
- Pintura da capa: Daniela Jordão
- Fotos (encarte): Sérgio Menezes
- Criação de capa: MK Publicitá

| Críticas profissionais | Críticas profissionais |
| Avaliações da crítica  | Avaliações da crítica  |
| Fonte                  | Avaliação              |
| ---------------------- | ---------------------- |
| Super Gospel           | (favorável)            |
| O Propagador           | [ 4 ]                  |

## Clipes
- Apenas Um Toque
- Ele Escolheu Os Cravos

## Mini Clipes
- Cantarei ao Senhor
- Dá-me Filhos
- Vem Me Consolar
- Em Tua Presença
- A Oração do Profeta